# Новочеркаськ (корабель)
«Новочеркаськ» (рос. Новочеркасск; до 2002 р. «БДК-46») — російський великий десантний корабель (ВДК) проєкту 775 (775/II) класу Ropucha, що перебував на озброєнні Чорноморського флоту ВМФ Росії.
Був призначений для висадки морського десанту на необладнане узбережжя та перекидання морем військ та вантажів. Був здатен транспортувати бронетехніку, зокрема танки. Спершу мав бортовий номер 108, а з 1 травня 1989 — 142.
26 грудня 2023 року був знищений ракетним ударом ЗСУ по військовій бухті у тимчасово окупованій Феодосії.

## Будівництво
Корабель побудований на верфі у Гданську (Польща) (заводський № 775/24). Спущений на воду 17 квітня 1987 року.

## Служба
Вступив у ряди Чорноморського флоту ВМФ СРСР 30 листопада 1987 року.
Восени 1988 року після закінчення відпрацювання завдань з введення корабля до складу ВМФ і міжфлотського переходу за маршрутом Балтійськ-Севастополь і повернення в базу постійного базування — Кримська військово-морська база на озері Донузлав під командуванням командира корабля Хворостухіна А. Р. взяв участь в останніх навчаннях військ Варшавського договору «Осінь-88» з успішним виконанням завдання заходу і висадки морського десанту в річці Дунай на значній відстані від морського узбережжя.
До 1990 року брав участь у військових навчаннях, з 1990 по 1998 перебував у складі кораблів консервації.
У лютому 1998 року ВДК було введено до складу сил 30-ї дивізії надводних кораблів Чорноморського флоту, але залишався на консервації.
З ініціативи адміністрації міста Новочеркаська — шефа корабля — на підставі наказу Головкому ВМФ Росії від 7 квітня 2002 великому десантному кораблю було присвоєно найменування «Новочеркаськ».
На початку 2007 року ВДК «Новочеркаськ» було виведено з консервації та введено до складу чинних сил Чорноморського флоту.
З 7 серпня по 15 листопада 2009 року корабель брав участь у навчаннях «Захід-2009», здійснивши у складі з'єднання кораблів Чорноморського флоту перехід за маршрутом Севастополь-Балтійськ-Севастополь.
У серпні 2012 року брав участь в активації Чорноморської військово-морської групи оперативної взаємодії «Блексифор».
У вересні 2013 року виконував завдання щодо планів оперативного командування в Середземному морі.
Станом на 2022 рік ВДК «Новочеркаськ» входив до складу 197-ї бригади десантних кораблів Чорноморського Флоту.

### Російське вторгнення в Україну
24 березня 2022 року отримав пошкодження внаслідок обстрілу в порту Бердянська під час російського вторгнення в Україну, загинули три члени екіпажу. Тоді ж було потоплено корабель «Саратов».

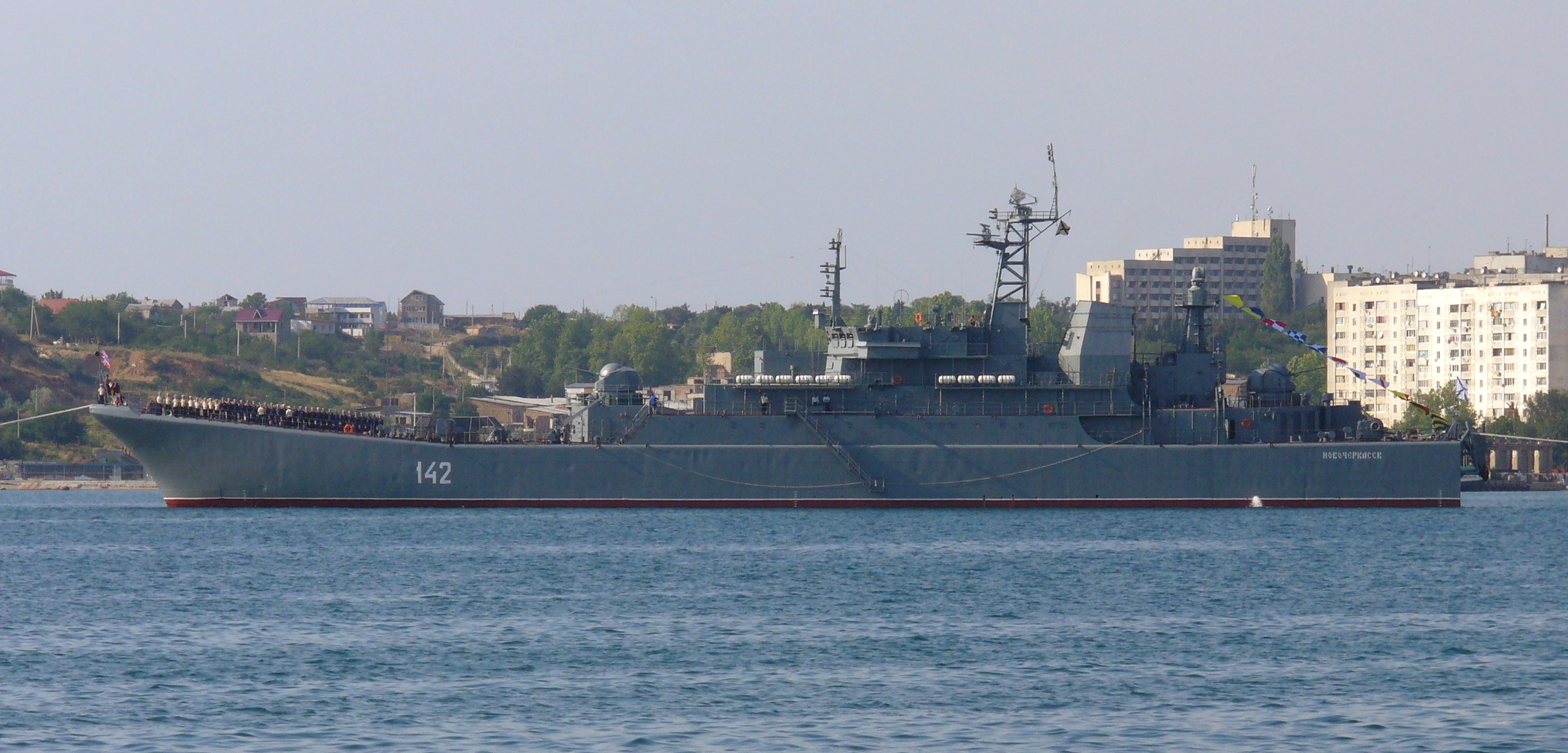
ВДК-46

У ніч на 26 грудня 2023 року Повітряні сили ЗСУ безповоротно знищили корабель у порту Феодосії. Він став п'ятим знищеним у ході війни російським ВДК. Ймовірно, він перевозив дрони Shahed-136. Ватажок анексованого Криму Аксьонов заявив, що загинула одна людина, чотири отримали поранення. Однак за даними видання Astra, у момент атаки на кораблі перебували 77 моряків, з них 19 отримали поранення, а 33 вважалися зниклими безвісти. Командир корабля Микола Степаненко (рос. Николай Степаненко) не постраждав.
Російська влада намагалася приховувати наслідки удару по судну в Феодосії. Після атаки 26 грудня 2023 року силовики оточили центр Феодосії та посилили перевірку місцевих жителів на вулицях. Чиновники погрожували відповідальністю свідкам. Схожа історія відбувалася після затоплення ЗСУ в Чорному морі російського крейсера «Москва» 14 квітня 2022 року. Російське військове командування спершу не визнавало знищення корабля, а в січні 2024 року в МО РФ заявили про одного загиблого військовослужбовця та 27 зниклих безвісти членів екіпажу.

## Командири
У різний час цим кораблем командували (за абеткою):
- капітан 2-го рангу Володимир Болсун,
- капітан 2-го рангу Сергій Звягін,
- капітан 2-го рангу Роман Котляров,
- капітан 3-го рангу Хворостухін Аркадій Ремович (перший командир).

## Втрати
З відкритих джерел відомо про деякі втрати ВДК «Новочеркаськ» під час вторгнення в Україну:
| п/п | Прізвище, ім'я, по-батькові                                                  | Звання              | Дата народження | Дата смерті | Примітки                                      |
| --- | ---------------------------------------------------------------------------- | ------------------- | --------------- | ----------- | --------------------------------------------- |
| 1.  | Гутько Герман Леонідович (рос. Гутько Герман Леонидович)                     | старший матрос      | 27.09.1992      | 24.03.2022  |                                               |
| 2.  | Котов Дмитро Олександрович (рос. Котов Дмитрий Александрович)                | матрос-радіометрист | 03.05.1998      | 24.03.2022  |                                               |
| 3.  | Толмачов Єгор Михайлович (рос. Толмачев Егор Михайлович)                     | матрос              | 03.07.2002      | 24.03.2022  |                                               |
| 4.  | Шведа Іван Олександрович (рос. Шведа Иван Александрович)                     | матрос              | 30.06.1995      | 24.03.2022  |                                               |
| 5.  | Боєшко Данило Сергійович (рос. Боешко Даниил Сергеевич)                      | мічман              | 02.08.2001      | 04.08.2022  | зазнав поранень 24.03.2022, помер у госпіталі |
| 6.  | Мещеряков Ігор (рос. Мещеряков Игорь)                                        | старший матрос      | 19.07.2001      | 26.12.2023  |                                               |
| 7.  | Брякін Дмитро Олексійович (рос. Брякин Дмитрий Алексеевич)                   | старший матрос      | 17.07.2000      | 26.12.2023  |                                               |
| 8.  | Гурьяшов Данило Дмитрович (рос. Гурьяшов Даниил Дмитриевич)                  | невідомо, строковик |                 | 26.12.2023  |                                               |
| 9.  | Гусаковський Данило Андрійович (рос. Гусаковский Данил Андреевич)            |                     | 06.11.2001      | 26.12.2023  |                                               |
| 10. | Дружинін Микита Максимович (рос. Дружинин Никита Максимович)                 | матрос              | 02.12.2001      | 26.12.2023  |                                               |
| 11. | Зубарєв Дмитро Володимирович (рос. Зубарев Дмитрий Владимирович)             | лейтенант           | 01.02.2000      | 26.12.2023  |                                               |
| 12. | Курбатов Всеволод Олександрович (рос. Курбатов Всеволод Александрович)       | матрос              | 25.12.2000      | 26.12.2023  |                                               |
| 13. | Пєтлін Віталій Леонідович (рос. Петлин Виталий Леонидович)                   | старшина            |                 | 26.12.2023  |                                               |
| 14. | Танчинець Віталій Юрійович (рос. Танчинец Виталий Юрьевич)                   |                     | 14.06.1988      | 26.12.2023  |                                               |
| 15. | Ушаков Олексій Андрійович (рос. Ушаков Алексей Андреевич)                    | мічман              | 26.12.1990      | 26.12.2023  |                                               |
| 16. | Колотвинов Олександр Сергійович (рос. Колотвинов Александр Сергеевич)        |                     | 24.10.1999      | 26.12.2023  |                                               |
| 17. | Корф Кирило Віталійович (рос. Корф Кирилл Витальевич)                        | матрос, строковик   | 10.06.2003      | 26.12.2023  |                                               |
| 18. | Шевченко Василь Сергійович (рос. Шевченко Василий Сергеевич)                 |                     | 28.08.1998      | 26.12.2023  |                                               |
| 19. | Яременко Влад Андрійович (рос. Яременко Влад Андреевич)                      |                     | 24.04.2004      | 26.12.2023  |                                               |
| 20. | Лапко Владислав Олексійович (рос. Лапко Владислав Алексеевич)                |                     | 16.11.1997      | 26.12.2023  |                                               |
| 21. | Міхін Іван Анатолійович (рос. Михин Иван Анатольевич)                        |                     | 03.12.2000      | 26.12.2023  |                                               |
| 22. | Лебедєв Віталій Володимирович (рос. Лебедев Виталий Владимирович)            |                     | 12.05.1985      | 26.12.2023  |                                               |
| 23. | Літвінов Микола Анатолійович (рос. Литвинов Николай Анатольевич)             |                     | 01.03.1988      | 26.12.2023  |                                               |
| 24. | Мачильський Кирило Миколайович (рос. Мачильский Кирилл Николаевич)           |                     | 05.02.1994      | 26.12.2023  |                                               |
| 25. | Павельєв Артем Іванович (рос. Павельев Артем Иванович)                       |                     | 13.11.1985      | 26.12.2023  |                                               |
| 26. | Аубакіров Азат Рафаїлович (рос. Аубакиров Азат Рафаилович)                   |                     | 21.07.1984      | 26.12.2023  |                                               |
| 27. | Баранов Віктор Олександрович (рос. Баранов Виктор Александрович)             | мічман              | 28.11.1990      | 26.12.2023  |                                               |
| 28. | Білогай Владислав Геннадійович (рос. Белогай Владислав Геннадьевич)          |                     | 10.10.2002      | 26.12.2023  |                                               |
| 29. | Васіляускас Андрій Альгімантасович (рос. Василяускас Андрей Альгимантасович) |                     | 17.05.1983      | 26.12.2023  |                                               |

На 18 січня 2024 року вдалося встановити імена щонайменш 4 російських військових з ВДК «Новочеркаськ», що зникли безвісти після ракетної атаки 26 грудня 2023 року.